# Gheorghe Leonida
Gheorghe Leonida, né en 1892  et mort en 1942, est un sculpteur roumain ayant vécu à Paris, connu pour avoir sculpté la tête du Christ rédempteur  de Rio de Janeiro, au Brésil.

## Biographie

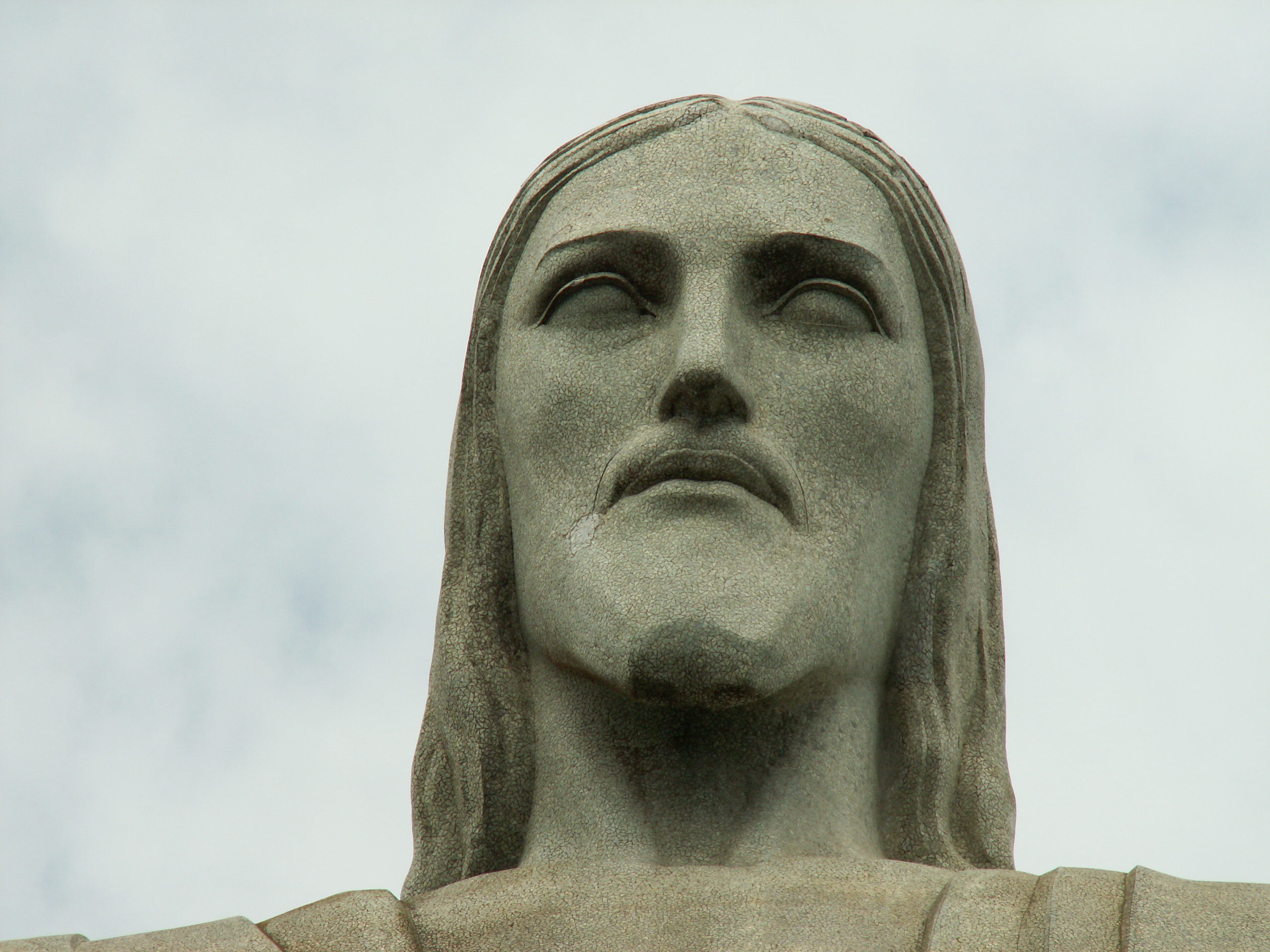
Le visage du Christ rédempteur.

Gheorghe Leonida est né à Galați, en 1892 . Venant d’une famille influente de la classe moyenne, il est l'avant-dernier des 11 enfants. Parmi ses frères et sœurs figurent l’ingénieure pionnière Elisa Leonida Zamfirescu et l’ingénieur Dimitrie Leonida.
Quand son père, un officier de carrière, doit quitter Galați, Gheorghe termine sa scolarité secondaire à Bucarest,  où il continue ses  études au département de sculpture du conservatoire des Beaux-Arts. Il participe en 1915 à sa première exposition nationale. Après avoir combattu dans la Première Guerre mondiale, Leonida poursuit ses études artistiques en Italie pendant trois ans. Il reçoit le premier prix au Salon national d'art de Rome en 1925  (pour l’œuvre Réveil) et, la même année, le Grand Prix au Salon des artistes de Paris (pour Le Diable). Il s'inscrit dans la tradition de l'école française classique de sculpture, en particulier d'Auguste Rodin. 
En 1925, il se rend à Paris, où Paul Landowski vient d’être commissionné pour la réalisation de la statue du Christ rédempteur. Leonida  est engagé par Landowski pour sculpter la tête de la statue. Il y travaille de 1926 à 1931.
À son retour en Roumanie, Leonida continue à sculpter. Ses œuvres sont exposées au Château de Bran, au Musée national d'Art de Roumanie et dans d’autres musées de Bucarest.
Leonida meurt accidentellement au printemps 1942.